# Réunionbulbyl
Réunionbulbyl (Hypsipetes borbonicus) är en fågel i familjen bulbyler inom ordningen tättingar.

## Utbredning och systematik
Fågeln förekommer i städsegröna skogar på Réunion (västra Maskarenerna). Den behandlas som monotypisk, det vill säga att den inte delas in i några underarter.

## Status
IUCN kategoriserar arten som nära hotad.